# Asphodelus bento-rainhae
Asphodelus bento-rainhae là một loài thực vật có hoa trong họ Thích diệp thụ. Loài này được P.Silva miêu tả khoa học đầu tiên năm 1956.